# Снегуровка (Приморский край)
Снегуро́вка — село в Черниговском районе Приморского края. Административный центр Снегуровского сельского поселения.

## География
Село Снегуровка стоит на правом берегу реки Снегуровка (правый приток Илистой).
Село Снегуровка находится к югу от районного центра Черниговка, на автодороге Черниговка — Реттиховка — Ивановка. Расстояние до Черниговки около 44 км.

## Население
| 1900 | 1912 | 2002 | 2008 | 2010 |
| ---- | ---- | ---- | ---- | ---- |
| 196  | ↗696 | ↗745 | ↘631 | ↘623 |

## Улицы
| - ул. Заречная, - ул. Комсомольская, - ул. Октябрьская, | - ул. Парковая, - ул. Первомайская, - ул. Пионерская. |

## Экономика
Жители занимаются сельским хозяйством.